# Пенсон, Мирон Максович
Мирон Максович Пенсон (15 марта 1928 — 29 мая 2018) — советский кинооператор, фотограф. Заслуженный работник культуры Узбекистана.

## Биография
Родился в семье известного советского фотографа (среди прочего, автора фотографии «Узбекская Мадонна») Макса Захаровича Пенсона. Окончил Институт киноинженеров (ЛИКИ) в Ленинграде (1952).
Работал фотографом журнала «Саодат». С 1953 года — фотограф и кинооператор. С 1957 по 1990 год — оператор-постановщик на киностудии Узбекфильм. В 1999 году эмигрировал с США, жил в Нью-Йорке на 23-й улице. Жена — Маргарита, сын Максим.

## Фильмография
- 1956 — Советская Каракалпакия
- 1958 — Приезжайте к нам в Узбекистан
- 1958 — Пять рук человечества
- 1959 — Салом, Москва!
- 1960 — Вьетнам, страна моя
- 1961 — Друзья вашего здоровья
- 1961 — Художники Узбекистана
- 1963 — От весны до весны
- 1965 — Утро Ферганы
- 1965 — Прозрение гор
- 1969 — Всадники революции
- 1970 — Гибель Чёрного консула
- 1972 — Горячие тропы
- 1973 — Горы зовут
- 1974 — Одна среди людей
- 1975 — Эти бесстрашные ребята на гоночных автомобилях[1]
- 1976 — Далёкие близкие годы
- 1983 — Пароль «Отель Регина»
- 1985 — Вина лейтенанта Некрасова